# Los 2 Españoles
Los 2 Españoles es un dúo musical español de Sitrama de Tera, un pequeño pueblo de la comarca de Benavente y Los Valles (Zamora). En España fueron populares en los años 1970.

## Trayectoria artística
Los 2 Españoles es un dúo que nace al albur del éxito cosechado en los años 1960 por El Dúo Dinámico, pero cuyo estilo se desmarca bastante de estos y se asemeja más al de solistas como Fary o algunos temas de Manolo Escobar.
En la actualidad, Los 2 Españoles siguen su actividad artística por los escenarios de muchos municipios durante las fiestas populares recordando viejos éxitos como Monumento al Camionero o En Casa de Maribel.

## Curiosidades
Desde septiembre de 2008 su canción Vive Deportivamente es la sintonía que da paso a la tertulia deportiva enmarcada en el programa de televisión Punto Pelota de Intereconomía. Actualmente también es la sintonía que da comienzo a la tertulia deportiva en El Chiringuito de Jugones (mismo programa que cambió de cadena tras finalizar su etapa en Intereconomía, con cambio de nombre incluido pero mismo presentador y colaboradores), en el canal Mega de Atresmedia.
En El Chiringuito de Jugones aproximadamente a falta de tres minutos para la medianoche, Josep Pedrerol resumía un pequeño comentario editorial en el que detalla los contenidos del programa del día. Ocasionalmente, Irene Junquera anunciaba la existencia de promociones, y fomentaba la participación de la teleaudencia mediante el envío de mensajes SMS al programa. Después de este paréntesis, el presentador daba paso a los tertulianos que estarán presentes esa noche y comenzaba a sonar la sintonía del El chiringuito de Jugones, Vive deportivamente, de Los 2 Españoles.
- Datos: Q5197673